# Yonhap
Yonhap News Agency és una agència de notícies de Corea del Sud amb seu a Seül. Manté acords amb 90 agències de notícies estrangeres, i també té un acord d'intercanvi de serveis amb l'Agència Central de Notícies (KCNA) de Corea del Nord, signat el 2002. A banda, ofereix una selecció limitada però de lliure disponibilitat de notícies al seu lloc web en coreà, anglès, xinès, japonès, espanyol, àrab i francès.

## Història
Yonhap es va fundar el 19 de desembre de 1980 gràcies a la fusió de l'agència de notícies Hapdong i Orient Press. Hapdong havia sorgit a finals de 1945 de l'efímera Kukje News, que havia funcionat durant dos mesos des de l'oficina del Domei, l'antiga agència de notícies japonesa present durant l'ocupació japonesa de Corea.
El 1999, Yonhap es va fer càrrec de l'agència de notícies Naewoe Press. Naewoe era una organització afiliada al govern de Corea del Sud creada a mitjans dels anys 1970, encarregada de publicar informació i anàlisis sobre Corea del Nord des d'una perspectiva sud-coreana a través de llibres i revistes. És sabut que Naewoe tenia vincles estrets amb els serveis d'intel·ligència de Corea del Sud. El 1999 Naewoe es va fusionar amb l'Agència de Notícies Yonhap, amb materials sobre Corea del Nord que es van continuar «distribuint gratuïtament com a part de l'esforç de propaganda del govern». Segons la Biblioteca del Congrés dels Estats Units: «originalment un vehicle de propaganda que seguia la línia del govern sobre la política d'unificació emesa, Naowae Press es va tornar cada cop més objectiva i moderada a mitjans dels anys 1980 a l'hora d'interpretar l'evolució política, social i econòmica de Corea del Nord». La publicació principal de Naowae va ser la revista mensual Vantage Point: Developments in North Korea, que va continuar publicant Yonhap fins al 2016.
Yonhap va ser l'agència de notícies amfitriona dels Jocs Olímpics d'Estiu de Seül de 1988, i és l'única agència de notícies de Corea del Sud prou gran per tenir uns 60 corresponsals a l'estranger i 600 periodistes a tot el país. Va estrenar el canal de notícies de televisió YTN el 2 de desembre de 1996, però el va interrompre el 1998. Es va rellançar el 2011 pel canal homònim Yonhap News.
El 2003, el govern de Corea del Sud va aprovar una llei que donava assistència financera i sistemàtica a Yonhap per a reforçar el personal i proporcionar equipament. També se li atribuïa el paper de «promocionar la imatge del país» internacionalment. El director de Yonhap sol estar afiliat al govern, fet que perjudica la llibertat de premsa i influeix en la línia editorial. El 2021, Yonhap es va associar amb la productora Victory Contents per a un concurs de guió de drama coreà.